# Zumatrichia galtena
Zumatrichia galtena är en nattsländeart som beskrevs av Martin E. Mosely 1937. Zumatrichia galtena ingår i släktet Zumatrichia och familjen smånattsländor. Inga underarter finns listade i Catalogue of Life.